# Chó sói quần đảo Alexander

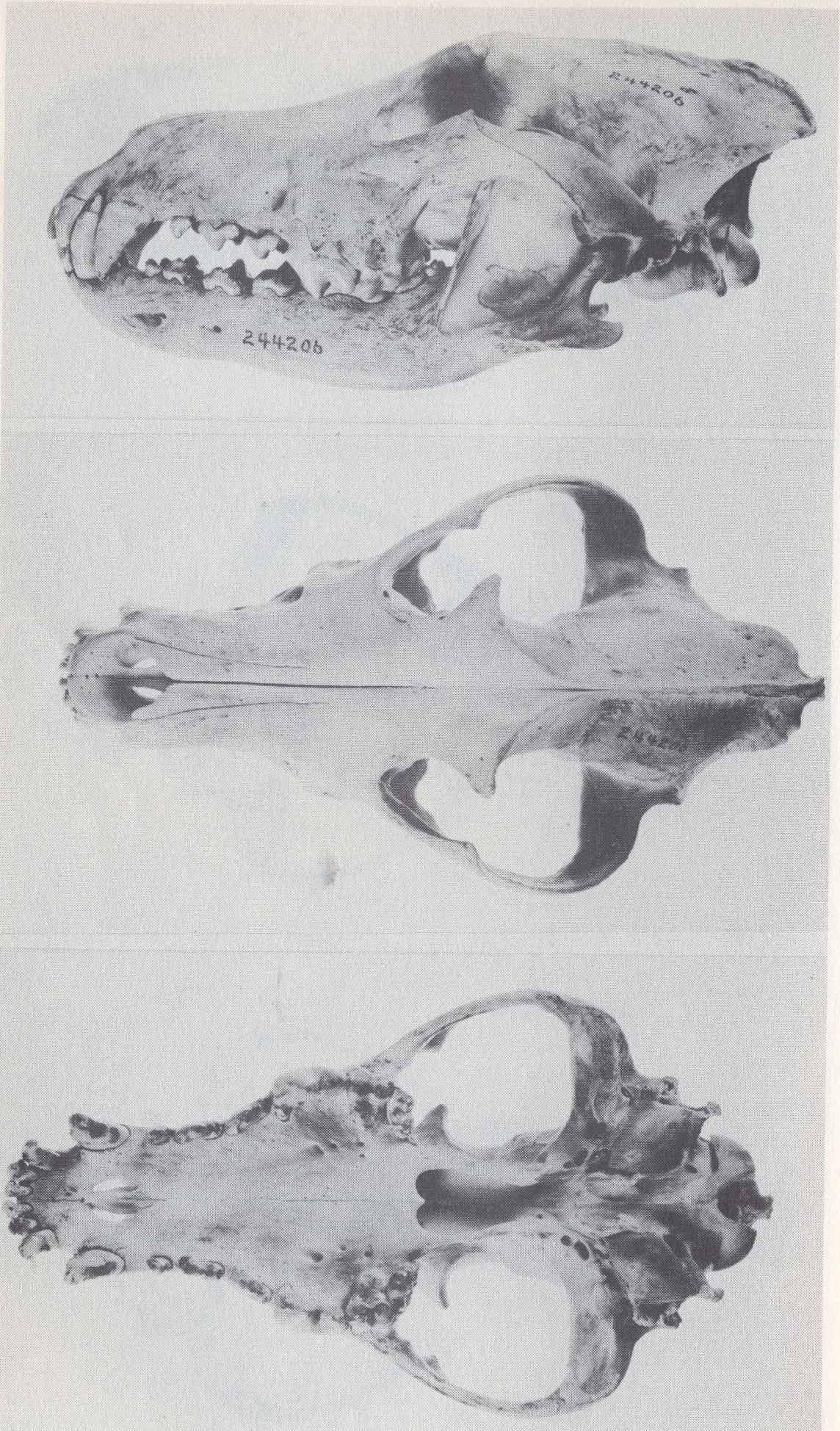
Hộp sọ chó sói quần đảo Alexander

Chó sói quần đảo Alexander (Canis lupus ligoni) là một phân loài của sói thung lũng Mackenzie (C. l. occidentalis). Loài sói này sinh sống ở vùng duyên hải ven biển phía đông nam Alaska, bao gồm Quần đảo Alexander và một dải bờ biển hẹp có địa hình gồ ghề, bị cô lập về mặt sinh học so với Bắc Mỹ bởi dãy núi Coast.
Rừng quốc gia Tongass chiếm phần lớn diện tích phân bố của loài, lên đến 80% diện tích khu vực. Năm 1993, một bản kiến nghị đề nghị bổ sung sói Alexander Archipelago vào danh sách các loài bị đe dọa theo Đạo luật về các loài có nguy cơ tuyệt chủng của Hoa Kỳ đã được nộp cho Cục Cá và Động vật hoang dã Hoa Kỳ. Năm 1997, Cục này quyết định không bổ sung loài này vào danh sách vì chưa được cấp phép.
Năm 2011, một bản kiến nghị thứ hai liệt kê các loài bị đe dọa hoặc có nguy cơ tuyệt chủng đã được đệ trình lên Cục Cá và Động vật hoang dã Hoa Kỳ. Nó tham chiếu các nghiên cứu khoa học và thông tin khác đã được công bố trong 14 năm trước đó. Vào tháng 3 năm 2014, để đáp lại kiến nghị này, Cục này đã có một hành động tuyên bố lần đầu tiên rằng việc liệt kê các loài bị đe dọa hoặc có nguy cơ tuyệt chủng "có thể được cấp phép" và các loài trên sẽ chuẩn bị được đánh giá tình trạng chính thức.